# No teisme
|  | No s'ha de confondre amb Ateisme. |

Símbol del Moviment raelià, una religió ovni que considera els extraterrestres com l'origen de la vida humana

El no teisme és el conjunt de creences religioses o no religioses caracteritzades per l'absència de la creença explícita en un déu o déus. El no teisme s'ha utilitzat generalment per descriure l'apatia o el silenci envers Déu i es diferencia de l'ateisme, el no teisme no necessàriament descriu ateisme o la no creença absoluta Déu; s'ha utilitzat com a terme general per resumir diverses posicions diferents i fins i tot mútuament excloents com ara agnosticisme, ignosticisme, ietsisme, escepticisme, panteisme, ateisme, ateisme fort o positiu, ateisme implícit i apateisme. S'utilitza en els camps de l'apologètica cristiana i el liberalisme religiós.
Dins de l’abast de l’agnosticisme no teístic, el filòsof Anthony Kenny distingeix entre els agnòstics que consideren incerta l’afirmació que «Déu existeix» i els no-cognitivistes teològics que consideren que cap discussió sobre Déu no té sentit. No obstant això, alguns agnòstics no són no teistes, sinó més aviat teistes agnòstics.
Altres opinions filosòfiques relacionades sobre l'existència de deïtats són l'ignosticisme i l'escepticisme. A causa de les diverses definicions del terme Déu, una persona podria ser atea en termes de certes concepcions dels déus, mentre que es manté agnòstica en altres termes.